# Muchow
Làng ở Ba Lan, xem Muchów.
Muchow là một đô thị ở huyện of Ludwigslust, bang Mecklenburg-Vorpommern, Đức. Đô thị này có diện tích 19,05 km², dân số thời điểm 31 tháng 12 là 380 người.